# Piotta (chanteur)
Piotta, de son vrai nom Tommaso Zanello, né à Rome le 26 avril 1973, est un rappeur italien. Piotta, signifiant en argot romain « 100 livres », est devenu célèbre avec sa chanson Supercafone. Il fonde en 2005 le label La onda grande, voué à la recherche et au lancement de nouveaux artistes hip-hop italiens.

## Biographie

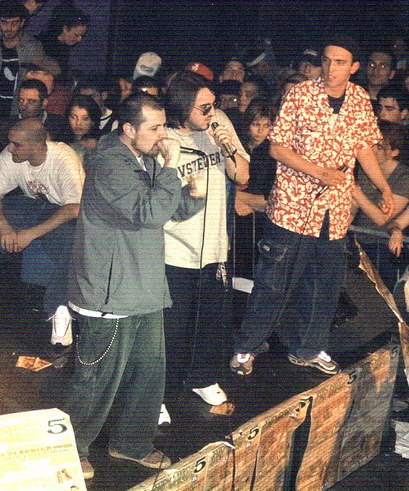
Piotta (au centre) en concert avec le groupe Cor Veleno.

Tommaso Zanello, d'un père romain et d'une mère milanaise, grandit dans le quartier de Montesacro. Il est surnommé Piotta pour ses lunettes rondes comme des pièces de monnaie de cent lires, signifiant en argot romain « 100 livres ». Il termine ses études classiques au liceo Giulio Cesare ; après avoir travaillé en tant que DJ au sein de certaines radios romaines, il commence à écrire et à composer des textes rap.
Il forme avec Colle der Fomento et Ice One, le groupe Taverna VIII Colle Roma, qui travaille sur le circuit underground. En 1997 sort la  mixtape La banda der trucido, suivie par des enregistrements solo comme Ciclico, inclus dans la bande-originale du film Torino Boys. En 1998, il remporte le titre de « meilleur MC italien » au magazine AL Magazine, et sort son premier LP Comunque vada sarà un successo, contenant les singles Dimmi qual è il nome et Supercafone. Le LP est réédité en 1999 avec l'ajout de quelques pistes et remixes ; Supercafone  est certifié disque de platine.
En 2000, le single de Piotta, La Mossa del giaguaro atteint la 15e des classements musicaux italiens. En 2004, avec Ladro di te, il participe au Festival de Sanremo. Il crée en 2005 le label La onda grande, voué à la recherche et au lancement de nouveaux artistes hip-hop italiens.
En 2006, il remporte le Premio Roma Videoclip avec la vidéo de Non fermateci, en collaboration avec le photographe Alfredo Villa. La même année, il publie son premier livre Pioggia che cade, vita che scorre (Arcana), ou Tommaso Piotta Zanello racconta Lorenzo Jovanotti Cherubini qui dépasse les 20 000 exemplaires vendus atteignant le top 50, après Troppo Avanti - Come sopravvivere al mondo dello spettacolo (Castelvecchi).
En 2015, il continue ses collaborations à commencer avec Kutso.

## Discographie

### Albums studio
- 1998 : Comunque vada sarà un successo

1. Intro
2. Dimmi qual è il nome feat. Turi
3. Sotto sotto feat. Turi
4. Ma quando!? feat. Contempla a.k.a. Psyko Killa
5. Sì, sì (un pezzo maschio col fischio)
6. La valigia feat. Turi, Ale
7. Roma 2000 international feat. Devon, Kobb D, Turi, Giaime a.k.a. Serio, Lascars
8. A pranzo con Rocco feat. Rocco Siffredi
9. Spingo io feat. Turi
10. Comunque vada... feat. Turi & Compari
11. Il meglio
12. Regolare feat. Giaime a.k.a. Serio, Esa, Flaminio Maphia
13. Ciclico feat. Ale
14. A cena dar Trucido
15. Supercafone 1996 (Bonus track)
16. Ma quando!? feat. Contempla a.k.a. Psyko Killa (Radio edit - bonus track)

- 1999 : Comunque vada sarà un successo '99

1. Intro
2. Dimmi qual è il nome (feat. Turi)
3. Sotto sotto (feat. Turi)
4. Ma quando!?
5. Sì, sì (Un pezzo maschio col fischio)
6. La valigia  (feat. Turi)
7. Roma 2000 International (feat. Devon, EuroPiotta, Kobb D, Turi, Giaime, Lascars)
8. A pranzo con Rocco  (feat. Rocco Siffredi)
9. Spingo io
10. Comunque vada... (feat. Turi e Compari)
11. Il meglio
12. Regolare (feat. Giaime, Esa, Flaminio Maphia)
13. Ciclico
14. A cena dar Trucido
15. Supercafone ('99)
16. Incompatibile (feat. Cor Veleno)
17. La valigia (remix) (feat. Turi), Mino Reitano)
18. Ma quando!? (mega live) (feat. Turi)
19. Dimmi qual è il nome (live)

- 2000 : Democrazia del microfono

1. Capitolo II
2. Il mondo della gente
3. Ognuno con un se (feat. Primo)
4. Democrazia del microfono (feat. Grandi Numeri)
5. Muffa & Cianuro
6. Kurtis Blow
7. Tequila (Il mambo del giubileo)
8. Prendi una vacanza dalla vita e visita i tuoi sogni
9. Fra il palco & lo studio
10. Robba potente (feat. Cor Veleno e Flaminio Maphia)
11. Balla il kung fu (L'urlo di Piotta terrorizza l'occidente)
12. Cos'è successo?
13. Antidoto
14. Mercante di sogni
15. Roma calibro 9 (primo tempo)
16. In fissa per il rap (rmx) (feat. Cor Veleno)
17. Femme fatale
18. Musical climax
19. La mossa del giaguaro (feat. Jenny B)
20. Il Mambo del Giubileo (Capocotta vrs)

- 2002 : La grande onda

1. Diario di bordo - 4:00
2. PS2 - 3:02
3. Sempre là - 3:26
4. La grande onda - 3:12
5. Single - 3:25
6. Freak mama - 3:31
7. Un'estate ed è finito - 4:10
8. Ragga - 2:52
9. Bossaroma - 3:04
10. Casablanca beat - 3:12
11. Eurocontanti (extended version) - 10:00

- 2004 : Tommaso

1. Chi non lavora non fa l'amore
2. Tu parli
3. Successo
4. Ladro di te
5. L'antagonista
6. L'antagonista reprise
7. Antipopstar
8. Fly Away
9. È tempo di musica reggae
10. A misura d'uomo
11. Anime in bilico
12. Una scritta sul muro
13. Pago le tasse (e che cazzo sto comprando?)
14. Non ti lascia
15. Mario Cipriani
16. Riflessi
17. Ladro di te (remix)

- 2007 : Multi culti

1. Ridateci la Piotta
2. Troppo avanti (feat. CapaRezza)
3. Giovani d'oggi (feat. Turi et Bassi Maestro)
4. Multi culti (feat. Khadim Fall, D-Bus et Deca)
5. Questa è la tua notte
6. Ciao stellina (feat. Dj Phella)
7. Hey
8. L'incontro / La rencontre (Rmx) (feat. Doudou Masta)
9. 2 giradischi ed 1 microfono (feat. Dj Amon)
10. La rue (feat. Sh-Wa)
11. Senti che pezza (feat. Jesto et Hyst)
12. Pazzo di te (feat. Daniele Vit)
13. Elio vs Piotta
14. Radio Tour (feat. Trio Medusa)
15. Non fermateci

- 2009 : S(u)ono diverso

1. S(u)ono diverso
2. A testa alta
3. Un'altra volta
4. Fermati fermati
5. Scappa
6. 22-05-08
7. Sabotaggio
8. Didascalico
9. Ti amo, ti odio
10. Stiamo tutti bene
11. Il conto
12. Un mundo mejor

- 2012 : Odio gli indifferenti
- 2015 : Nemici

### Singles
- 1998 - Spingo io/Ciclico remix '98 (extrait de l'album Comunque vada sarà un successo) (12 s)
- 1999 - Supercafone
- 1999 - La valigia/Incompatibile (extrait de l'album Comunque vada sarà un successo) (12 s)
- 1999 - Supercafone/Dimmi qual è il nome (extrait de l'album Comunque vada sarà un successo) (12 s)
- 2000 - La mossa del giaguaro (12 s)
- 2000 - Il mambo del Giubileo/Cosa è successo? (12 s)
- 2001 - Eurocontanti (Eurocontenti)
- 2002 - La grande onda (extrait de l'album La grande onda)
- 2004 - Ladro di te
- 2004 - Ladro di te "Tutto CD"
- 2006 - Non fermateci (extrait de l'album Multi culti)
- 2007 - Troppo avanti (extrait de l'album Multi culti)
- 2008 - La grande onda (extrait de l'album La grande onda)
- 2009 - S(u)ono diverso (extrait de l'album S(u)ono diverso)
- 2010 - A testa alta (extrait de l'album S(u)ono diverso)
- 2010 - Ti amo, ti odio (extrait de l'album S(u)ono diverso)
- 2010 - Sabotaggio (extrait de l'album S(u)ono diverso)
- 2011 : Mai mai mai
- 2012 : Piotta è morto
- 2013 : Sei meglio te
- 2014 : BBW
- 2015 : 7 vizi capitale
- 2015 : Wot! (Capitano mio capitano)
- 2015 : Kitty

### Collaborations
- 1995 - Funkadelico (avec Ice One)
- 1996 - Ciao ciao (avec Colle der Fomento et Kaos One)
- 1997 - La banda der trucido (avec Rome Zoo) (album)
- 1999 : Garanti del talento sul 950 (avec Fritz Da Cat)
- 2000 : Rime e numeri (avec Cor Veleno)
- 2001 : Combattimento mortale (avec Flaminio Maphia)
- 2002 : 42 gradi (avec Cor Veleno)
- 2004 : Antipopstar (avec Afura)
- 2007 : Prodotti a-tipici (avec AA.VV.) (album)
- 2007 : Troppo avanti (avec CapaRezza)
- 2007 : Che cazzo vuoi?! (avec Sano Business)
- 2008 : V:Day 2.0 (avec Leo Pari et Radici nel cemento)
- 2008 : L'uomo di vetro 2.0 (avec Luca Bussoletti)
- 2010 - No al nucleare
- 2011 : La fine del mondo (avec Useless Wooden Toys)
- 2011 : Alti e bassi (avec Rezophonic)
- 2012 : Roma Calling (avec Rancore)
- 2012 : Odio gli indifferenti (avec Capovilla)
- 2012 : Goccia dopo goccia (avec Bunna)
- 2012 : Troppo poco (avec F. Di Giacomo)
- 2012 : Troppo poco (avec Bud Spencer Blues Explosion)
- 2014 : Questo è un grande paese (avec Lo Stato Sociale)
- 2015 : Il tuo altare (avec Cisco)
- 2015 : L'amore è... (avec KuTso)
- 2015 : Rise up (avec Afrika Bambaataa)
- 2015 : Wot! (Capitano mio capitano) (avec Captain Sensible)
- 2015 : 7 vizi Capitale (avec Il Muro del canto)
- 2015 : Barbara (avec Modena City Ramblers)